# Balázs Szokolay
Balázs Szokolay (prononciation en hongrois : [ˈbɒlaːʒ ˈsokolɒj]), né à Budapest en 1961 est un pianiste classique hongrois.

## Biographie
Balázs Szokolay naît en 1961 à Budapest d'une famille de musiciens, sa mère est pianiste et son père, Sándor, compositeur et professeur de musique. Il commence ses études de piano à l'âge de cinq ans et intègre plus tard l'Académie de musique Franz Liszt, avec comme professeurs Zoltán Kocsis, Pál Kadosa et György Kurtág.
Il poursuit sa formation avec deux années d'études supplémentaires à Munich et Moscou.
Sa carrière internationale de concertiste commence en 1983, lorsqu'il remplace Nikita Magaloff lors d'un concert à Belgrade. Quatre ans plus tard, il est nommé professeur à l'Académie de musique Franz Liszt. Il donne des récitals et conduit des master classes dans plusieurs régions du globe. Il est également membre de jury de compétitions, notamment en Hollande, Italie, Bulgraie, Roumanie, Russie et Dubai. En 1997-98, il est professeur invité à la Yeungnam University en Corée du Sud.
Il enregistre de nombreux disques pour les labels Hungaroton et Naxos. Le 26 février 2006, il donne un concert en l'honneur de l'anniversaire de Frédéric Chopin à la Fondation Chopin des États-Unis à San Francisco. Au printemps 2006, Balazs Szokolay devient professeur invité à la Montclair University au New Jersey.
Tout au long de sa carrière, il a reçu 14 prix de concours (Robert Schumann de Zwickau, Leeds, la Reine Elisabeth de Belgique, ARD de Munich, Alessandro Casagrande de Terni, Rina Sala Gallo de Monza, etc.). En 2001, le gouvernement hongrois lui a décerné le prix Liszt.